# スコット・アンダーソン
スコット・リチャード・アンダーソン（Scott Richard Anderson', 1962年8月1日 - ）は、アメリカ合衆国オレゴン州出身の元プロ野球選手（投手）。1991年から1992年まで中日ドラゴンズに所属した。

## 来歴・人物
1980年、高校生の時にMLBドラフト16巡目でオークランド・アスレチックスの指名を受けるも入団拒否し、オレゴン州立大学に進学。
1984年のMLBドラフト7巡目でテキサス・レンジャーズから指名を受け、契約。1987年、メジャー初昇格し、8試合に登板。1990年、モントリオール・エクスポズでメジャー再昇格し、4試合に登板する。
翌1991年、さらなるチャンスを求めて中日ドラゴンズに移籍し、来日。195cmの長身から投げ下ろすピッチングには威力があり、さらに時折打者を翻弄するかの如くサイドスローで投げ込んできた。先発ローテーションの一角に名を連ね、1年目には4完封勝利を挙げるなどしたが、走者を出すと途端に乱れるなど精神面の不安定さも指摘され、好調期が長く続かないことが多かった。この年は前年優勝の巨人戦に強く、9勝のうち半分の4勝を巨人戦で稼いだ。
在籍した2年間は共に年間9勝で、特に2年目（1992年）は外国人投手ワーストのタイ記録となる9連敗を含む、リーグワーストの14敗を喫する。そのオフに解雇され、帰国。
翌年アメリカ球界に復帰し、フロリダ・マーリンズに在籍。ミルウォーキー・ブルワーズを経て、1995年にカンザスシティ・ロイヤルズで3度目のメジャー昇格を果たし、メジャー初勝利も挙げた。しかし、同年を最後に現役引退。
1994年8月から1995年4月にかけてMLB史上最長のストライキが実施された影響で、1995年のスプリングトレーニングにはオーナー側の命令で代替選手として参加。そのため、スト破りを行った報復措置としてメジャー昇格後も選手会への加入を認められなかった。
現在は故郷のオレゴン州に在住。

## 詳細情報

### 年度別投手成績
| 年 度    | 球 団    | 登 板 | 先 発 | 完 投 | 完 封 | 無 四 球 | 勝 利 | 敗 戦 | セ 丨 ブ | ホ 丨 ル ド | 勝 率 | 打 者 | 投 球 回 | 被 安 打 | 被 本 塁 打 | 与 四 球 | 敬 遠 | 与 死 球 | 奪 三 振 | 暴 投 | ボ 丨 ク | 失 点 | 自 責 点 | 防 御 率 | W H I P |
| -------- | -------- | ----- | ----- | ----- | ----- | -------- | ----- | ----- | -------- | ----------- | ----- | ----- | -------- | -------- | ----------- | -------- | ----- | -------- | -------- | ----- | -------- | ----- | -------- | -------- | ------- |
| 1987     | TEX      | 8     | 0     | 0     | 0     | 0        | 0     | 1     | 0        | --          | .000  | 59    | 11.1     | 17       | 0           | 8        | 2     | 1        | 6        | 2     | 0        | 12    | 12       | 9.53     | 2.21    |
| 1990     | MON      | 4     | 3     | 0     | 0     | 0        | 0     | 1     | 0        | --          | .000  | 71    | 18.0     | 12       | 1           | 5        | 0     | 0        | 16       | 0     | 0        | 6     | 6        | 3.00     | 0.94    |
| 1991     | 中日     | 23    | 17    | 6     | 4     | 1        | 9     | 7     | 0        | --          | .563  | 559   | 132.0    | 131      | 10          | 43       | 2     | 2        | 80       | 0     | 0        | 62    | 60       | 4.09     | 1.32    |
| 1992     | 中日     | 31    | 22    | 1     | 0     | 0        | 9     | 14    | 0        | --          | .391  | 608   | 140.0    | 147      | 7           | 50       | 2     | 0        | 92       | 3     | 1        | 72    | 61       | 3.92     | 1.41    |
| 1995     | KC       | 6     | 4     | 0     | 0     | 0        | 1     | 0     | 0        | --          | 1.000 | 109   | 25.1     | 29       | 3           | 8        | 0     | 1        | 6        | 0     | 0        | 15    | 15       | 5.33     | 1.46    |
| MLB：3年 | MLB：3年 | 18    | 7     | 0     | 0     | 0        | 1     | 2     | 0        | --          | .333  | 239   | 54.2     | 58       | 4           | 21       | 2     | 2        | 28       | 2     | 0        | 33    | 33       | 5.43     | 1.45    |
| NPB：2年 | NPB：2年 | 54    | 39    | 7     | 4     | 1        | 18    | 21    | 0        | --          | .462  | 1167  | 272.0    | 278      | 17          | 93       | 4     | 2        | 172      | 3     | 1        | 134   | 121      | 4.00     | 1.36    |

- 各年度の太字はリーグ最高
- 「-」は記録なし

### 記録
NPB
- 初登板：1991年4月10日広島戦（ナゴヤ） 先発し6回2/3を4失点（勝敗無し）
- 初完投・初勝利：1991年4月18日ヤクルト戦（神宮） 9回1失点
- 初完封：1991年5月1日ヤクルト戦（ナゴヤ）

### 背番号
- 48 （1987年）
- 52 （1990年）
- 28 （1991年 - 1992年）
- 37 （1995年）